# William Haboush
William Joseph Haboush é um matemático estadunidense.
É professor na Universidade de Illinois em Urbana-Champaign, conhecido por sua prova de 1985 de uma das conjecturas de David Mumford, conhecido como teorema de Haboush.